# Miss Atlántico Internacional 2012
La 18.ª edición de Miss Atlántico Internacional, se realizó en Punta del Este, Uruguay el sábado 11 de febrero de 2012; donde Michelle Gildenhuys, Miss Atlántico Internacional 2011 de Sudáfrica coronó a su sucesora Catherine De Zorzi de Venezuela al final del evento.

## Resultados
| Posiciones                        | Delegada                            |
| --------------------------------- | ----------------------------------- |
| Miss Atlántico Internacional 2012 | - Venezuela - Catherine De Zorzi    |
| Primera finalista                 | - Sudáfrica - Sheree-Lee Gildenhuys |
| Segunda finalista                 | - España - Ana Isabel Jiménez       |

### Premiaciones
| Resultado Final         | Candidata                       |
| ----------------------- | ------------------------------- |
| Mejor Traje Nacional    | - Paraguay - Guadalupe González |
| Mejor Traje de Fantasia | - Panamá - Falianis Murray      |
| Miss Simpatía           | - Panamá - Falianis Murray      |
| Miss Fotogénica         | - Colombia - Soledad Castaño    |

## Candidatas
| País/Territorio | Candidata                           | Edad | Estatura (m) |
| --------------- | ----------------------------------- | ---- | ------------ |
| Argentina       | Nadia Yanina Lozza                  | 18   | 1.72         |
| Bolivia         | María Alejandra Castillo            | 19   | 1.82         |
| Brasil          | Laís Berté                          | 20   | 1.79         |
| Chile           | Nadin Morán                         | 24   | 1.79         |
| Colombia        | Soledad Castaño                     | 22   | 1.73         |
| Ecuador         | Gianina Bayona                      | 20   | 1.76         |
| El Salvador     | Alejandra Ochoa Vasconcelos         | 18   | 1.74         |
| España          | Ana Isabel (Anabel) Jiménez Santana | 25   | 1.77         |
| Nicaragua       | Karen Dayana Villalobos Mcfields    | 22   | 1.70         |
| Panamá          | Falianis Eliska Murray Dutary       | 23   | 1.76         |
| Paraguay        | María Guadalupe González Talavera   | 19   | 1.76         |
| Perú            | Karen Talavera Monrov               | 18   | 1.76         |
| Sudáfrica       | Sheree-Lee Gildenhuys               | 21   | 1.74         |
| Uruguay         | Noelia Teperino                     | 24   | 1.70         |
| Venezuela       | Catherine Juliana de Zorzi Landaeta | 17   | 1.80         |

## Crossovers
Concursantes que compitieron con anterioridad en otros concursos de belleza:
- Elite Model Look 2010
  -  Bolivia - María Alejandra Castillo

- Miss Asia Pacific World 2011
  -  Argentina - Nadia Yanina Lozza

- Miss Continente Americano 2011
  -  El Salvador - Alejandra Ochoa

- Miss Universo 2013
  -  Paraguay - Guadalupe González

- Reina Hispanoamericana 2013
  -  Paraguay - Guadalupe González (5.ª. Finalista)

- Datos: Q931375